# Saint-Jacques-des-Blats

Saint-Jacques-des-Blats este o comună în departamentul Cantal, Franța. În 1 ianuarie 2022 avea o populație de 292 de locuitori.